# Temple Guangzong (Mongolie-Intérieure)
Le temple Guangzong (chinois simplifié : 广宗寺 ; chinois traditionnel : 廣宗寺 ; pinyin : Guǎngzōng Sì), plus communément connu sous le nom de Temple du Sud (南寺), est un temple bouddhiste situé dans la ville de  Alxa, Mongolie-Intérieure, Chine. Il est localisé dans la Bannière gauche d'Alxa, Ligue d'Alxa, Mongolie-Intérieure, Chine, et il est considéré pour être l'un des trois Grand Temples bouddhistes avec le temple Fuyin, et le Temple de Yanfu (Ligue d'Alxa).

## Historique

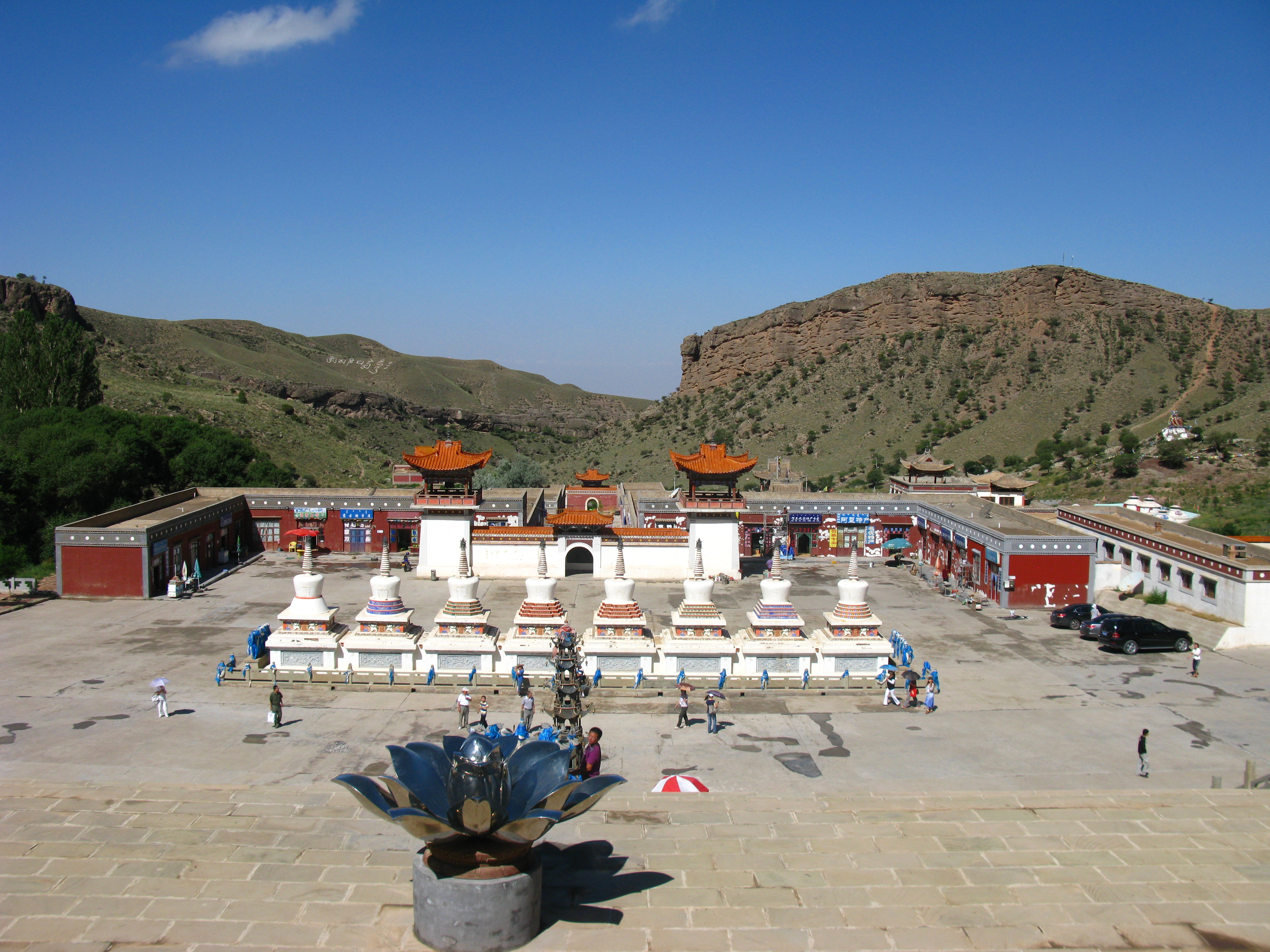
Une vue lointaine du temple Guangzong en juillet 2010

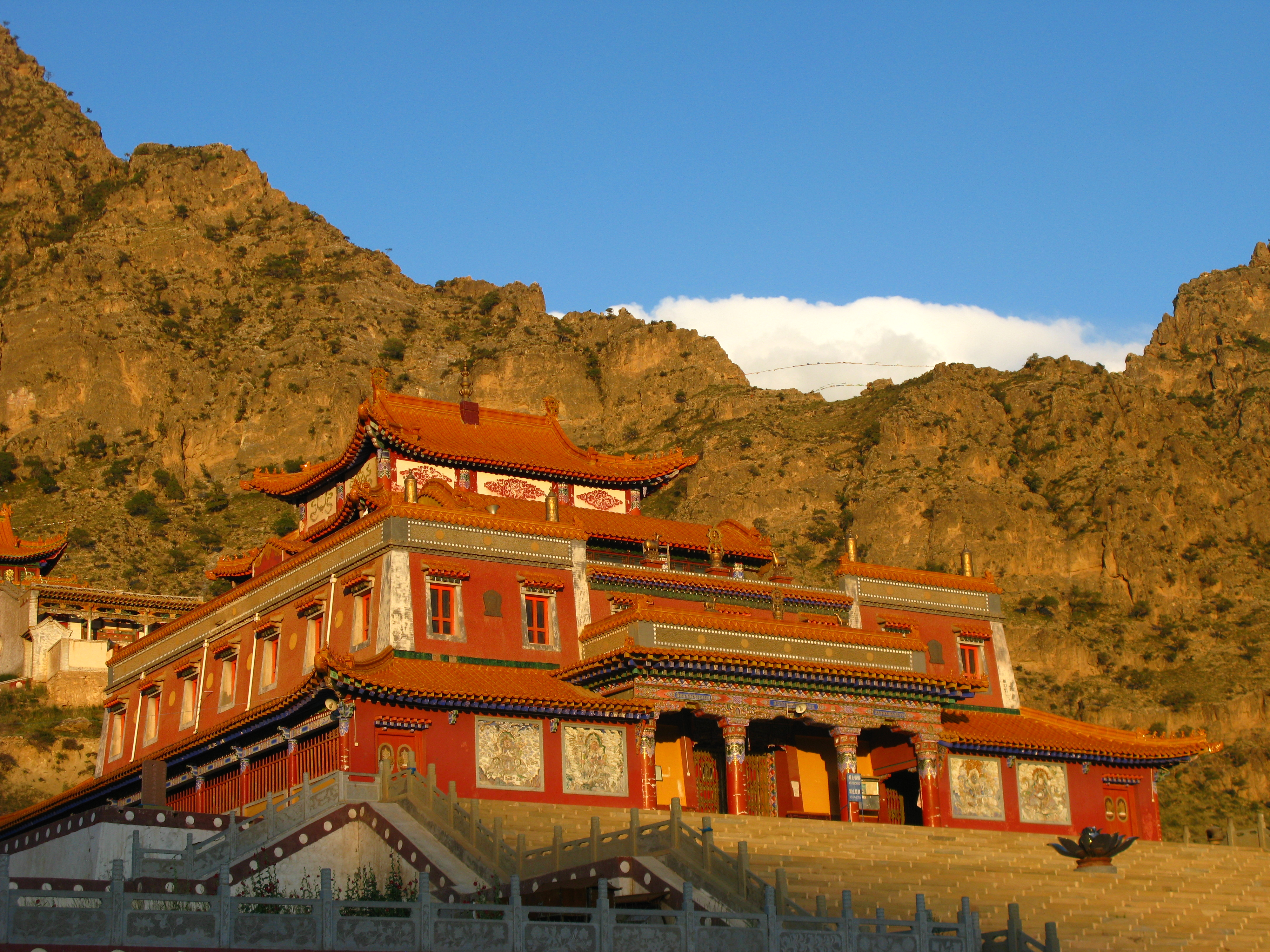
Le grand hall du temple Guangzong

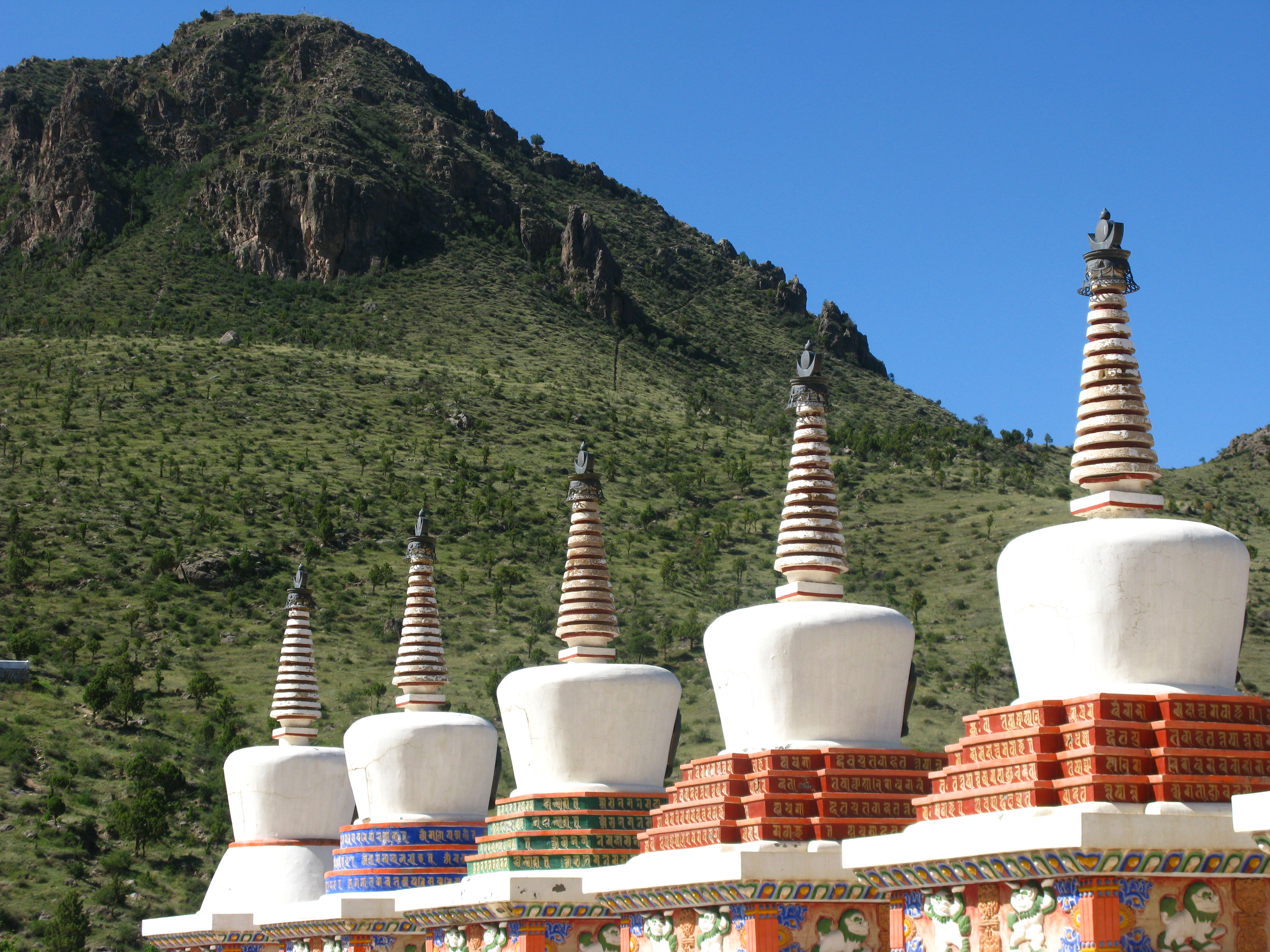
Stupas du Temple Guangzong

### Dynastie Qing
Le temple Guangzong a été construit  par le 6e disciple du  Dalaï Lama   Ahwang Duoerji (阿旺多尔济), , en 1757, sous le règne de l'empereur Qianlong (1736-1795) de la dynastie Qing (1644-1911). Le temple s'appelait lors de sa création Temple Ahda Ximai Deli (阿大西迈德里庙). Le corps du 6e dalaï-lama y a été inhumé. Trois ans plus tard, l'empereur Qianlong inscrivit et honora le nom Temple Guangzong (广宗寺) en mongol, chinois, tibétain et mandchou. C'est sur l'ordre de l'empereur Daoguang (1821–1850), que le temple fut largement agrandi. 
En 1869, durant la période Tongzhi (1862-1874), le temple Guangzong a été complètement détruit dans un incendie durant la guerre, seule la salle Kalachakra (时轮殿) et la salle Vajrayogini (金刚亥母殿) ont été préservées. 
Le temple Guangzong a été restauré et redécoré pendant la période Guangxu (1875-1908).

### République populaire de Chine
En 1966, Mao Zedong a lancé la Révolution culturelle , les gardes rouges avaient attaqué le temple de Guangzong, des volumes de sutras, des documents historiques et d'autres œuvres d'art ont été enlevés, endommagés ou détruits au cours du mouvement décennal. Et le corps du 6e dalaï-lama a été incendié par les gardes rouges. En 1971, le temple Guangzong a été démantelé et il est tombé en ruines. 
Après la 3e session plénière du 11e Comité central du Parti communiste chinois, conformément à la politique nationale de libre croyance religieuse, des conférences régulières sur les Écritures, la méditation et la  religieuse ont repris au temple de Yanfu. En 1981, une quinzaine de salles ont été restaurées dans les ruines. Les cendres du 6e dalaï-lama ont été enchâssées dans un stupa nouvellement créé (贾拉森). Dix ans plus tard, la salle jaune (黄楼庙). Les sariras du 6e dalaï-lama y ont été conservées
En 1991, la salle de l'Assemblée principale (大经堂) et la salle Bstankhang (赞康殿) ont été consacrées par le Bouddha vivant Jialasen (贾拉森). Dix ans plus tard, la salle jaune (黄楼庙) a été restaurée.

## Architecture
Le temple Guangzong est situé sur la colline ouest des montagnes Helan et se compose de plus de 20 salles et salles. Les bâtiments principaux existants comprennent la salle de l'Assemblée principale, la salle Mahavira et la salle jaune.

### Sources
- (en) Cet article est partiellement ou en totalité issu de l’article de Wikipédia en anglais intitulé « Guangzong Temple (Inner Mongolia) » (voir la liste des auteurs).